# (8164) Andreasdoppler
(8164) Andreasdoppler (1990 UO3) – planetoida z pasa głównego asteroid okrążająca Słońce w ciągu 3,43 lat w średniej odległości 2,27 au. Odkryta 16 października 1990 roku.